# Elisabeth Moss

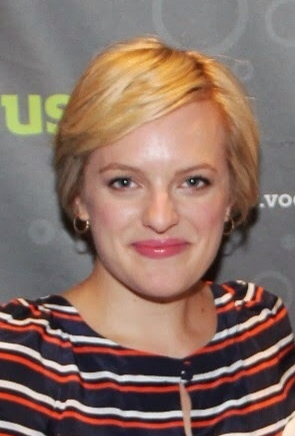
Elisabeth Moss (2013)

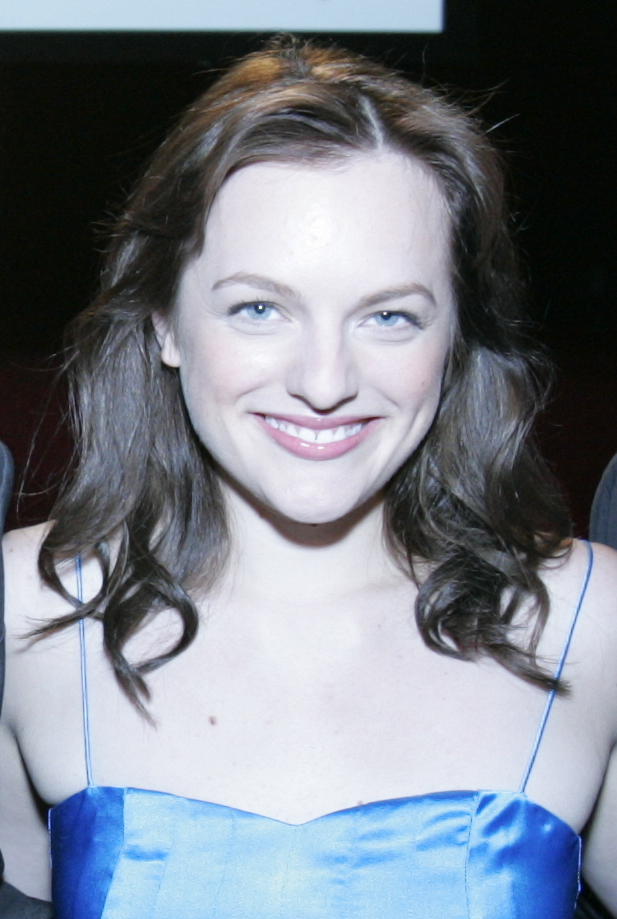
Elisabeth Moss (2008)

Elisabeth Moss (ur. 24 lipca 1982 w Los Angeles) – amerykańska aktorka telewizyjna i filmowa, która zdobyła m.in. dwa Złote Globy.

## Życiorys
W latach 2007–2015 występowała w jednej z głównych ról w serialu Mad Men – jako Peggy Olson (92 odcinki), w latach 2013–2017 wcielała się w postać detektyw Robin Griffin w Top of the Lake (13 odcinków, główna rola) a od 2017 pojawia się w tytułowej roli w serialu Opowieść podręcznej. Za dwie ostatnie rola wyróżniona Złotymi Globami dla najlepszej aktorki w miniserialu lub filmie telewizyjnym (2013) oraz dla najlepszej aktorki w serialu dramatycznym. W 2019 r. wystąpiła w thrillerze To my reżyserowanym przez Jordana Peele. W 2020 zagrała główną rolę w horrorze Niewidzialny człowiek. Została również jednym z producentów wykonawczych sequelu Testamenty, będącego kontynuacją Opowieści podręcznej.

## Filmografia

### Filmy
- 1990: Bad Girls jako Robin
- 1991: Kosmita z przedmieścia (Suburban Commando) jako mała dziewczynka
- 1992: It's Spring Training, Charlie Brown!
- 1992: Midnight's Child jako Christina
- 1993: Gypsy jako Baby Louise
- 1994: Zbrodnie wyobraźni (Imaginary Crimes) jako Greta Weiler
- 1995: Podwójne życie (Separate Lives) jako Ronni Beckwith
- 1995: Kolacja z arszenikiem (The Last Supper) jako Jenny Tyler
- 1995: Naomi & Wynonna: Love Can Build a Bridge jako Młoda Ashley Judd
- 1995: Ucieczka do Góry Czarownic (Escape to Witch Mountain) jako Anna
- 1997: Tysiąc akrów (A Thousand Acres) jako Linda
- 1998: Angelmaker jako Little Turcott
- 1999: Wszędzie byle nie tu (Anywhere But Here) jako Rachel
- 1999: Mumford jako Katie Brockett
- 1999: Porywacze (The Joyriders) jako Jodi
- 1999: Przerwana lekcja muzyki (Girl, Interrupted) jako Polly
- 1999: Ziemskie namiętności (Earthly Possessions) jako Mindy
- 2002: Na zachód stąd (West of Here) jako Cherise
- 2003: Virgin jako Jessie Reynolds
- 2003: Serce Ameryki (Heart of America) jako Robin Walters
- 2003: Zaginione (The Missing) jako Anne
- 2003: Temptation jako Wind/Morgan
- 2005: Bittersweet Place jako Paulie Schaffer
- 2007: Strych (The Attic) jako Emma Callan
- 2007: Dzień zero jako Patricia
- 2007: Honored jako Katie
- 2007: They Never Found Her jako Anna
- 2008: New Orleans, Mon Amour jako Hyde
- 2008: Buddy Gilbert Comes Alive jako Susan
- 2009: Słyszeliście o Morganach? (Did You Hear About the Morgans?) jako Jackie Drake
- 2010: Idol z piekła rodem (Get Him to the Greek) jako Daphne Binks
- 2011: Smoking Nonsmoking jako Diana Whelan

- 2012 W drodze jako Galatea Dunkel / Helen Hinkle

- 2014: Do ciebie, Philipie jako Ashley Kane
- 2014: Czworo do pary jako  Sophie

- 2015: High-Rise jako Helen
- 2016: Droga mistrza jako Phyliss Wepner
- 2017: Normalnie wariat (Mad to Be Normal) jako Angie Wood
- 2017: The Square jako Anne
- 2018: Her Smell jako Becky Something
- 2018: Gentleman z rewolwerem (The Old Man & a Gun) jako Dorothy
- 2018: Mewa (The Seagull) jako Masha
- 2019: To my (Us) jako Kitty Tyler/Dahlia
- 2019: Light of my life jako Matka
- 2019: Królowe zbrodni (The Kitchen) jako Claire Walsh
- 2020: Niewidzialny człowiek (The Invisible Man) jako Cecilia Kass

### Seriale
- 1992–1996: Gdzie diabeł mówi dobranoc (Picket Fences) jako Cynthia Parks
- 1993: Johnny Bago jako Agnes
- 1997–2004: Kancelaria adwokacka (The Practice) jako Jessica Palmer
- 1999–2006: Prezydencki poker (The West Wing) jako Zoey Bartlet
- 2005: Chirurdzy (Grey's Anatomy) jako Nina Rogerson
- 2005: Prawo i bezprawie (Law & Order: Trial by Jury) jako Katie Nevins
- 2005–2006: Inwazja (Invasion) jako Christina
- 2007–2015: Mad Men jako Peggy Olson
- 2008: Fear Itself jako Bannerman
- 2013–2017: Top of the Lake jako detektyw Robin Griffin
- 2017–2025: Opowieść podręcznej (The Handmaid's Tale) jako June Osborne
- 2024: Za zasłoną (The Veil) jako Imogen Salter